# Samsung Galaxy S Wi-Fi
Samsung Galaxy S Wi-Fi è una serie di lettori multimediali con sistema operativo Android, facente parte della serie Samsung Galaxy. Il nome deriva dal Galaxy S e dal fatto che è provvisto di Wi-Fi ma sprovvisto di 3G, trattandosi di un lettore MP3. Esso è stato ideato per essere uno dei maggiori rivali dell'iPod Touch, e permettere di ascoltare musica, vedere video e giocare tutto in un dispositivo.
In America, visto il successo maggiore del Galaxy Player 50, è stato adottato il nome Samsung Galaxy Player.

## Versioni
- Galaxy S Wifi 3.65" (YP-GS1CB): modello con schermo da 3,65";
- Galaxy S Wifi 4" (YP-G1CW): modello con schermo da 4";
- Galaxy S Wifi 4.2" (YP-GI1CW): modello con schermo da 4,2";
- Galaxy S Wifi 5" (YP-G70CW): modello con schermo da 5";
- Galaxy S Wifi 5.8" (YP-GP1): modello con schermo da 5,8".